# Sarita Colonia-gevangenis
Sarita Colonia-gevangenis is een beruchte gevangenis in Peru. De gevangenis is gelegen in Callao, een havenstad nabij Lima. De gevangenis is vernoemd naar de heilige Sarita Colonia.
In de gevangenis zitten ook enkele West-Europese personen verdacht van drugssmokkelen.
De omstandigheden in de gevangenis zijn, naar Westerse maatstaven, ronduit slecht.
De Sarita Colonia is ernstig overbevolkt. De gevangenis is gebouwd voor 572 gevangenen, echter zitten er (in december 2007) 2240 gevangen. 653 daarvan zijn al berecht, de rest wacht nog op hun proces.
Zoals de meeste gevangenissen in Peru is er sprake van overbevolking, slechte hygiëne, ondervoeding en slechte medische voorzieningen. Ook komen er veel gevallen van tbc en hiv voor.